# Copa J. League
La Copa J. League (Jリーグカップ J Rīgu Kappu?) es un torneo japonés de fútbol organizado por la J. League. Es el campeonato doméstico profesional más antiguo de Japón. Ha sido patrocinado por Yamazaki Biscuits (anteriormente Yamazaki Nabisco) desde su comienzo en 1992. También es conocido como Copa YBC Levain J. League (JリーグYBCルヴァンカップ J Rīgu YBC Ruvan Kappu?) o Copa Levain (ルヴァンカップ Ruvan Kappu?), ya que Levain es un producto de Yamazaki. Fue conocida como Copa Yamazaki Nabisco (ヤマザキナビスコカップ Yamazaki Nabisuko Kappu?) o Copa Nabisco (ナビスコカップ Nabisuko Kappu?) hasta agosto de 2016.
En general, se considera como el equivalente japonés de las competiciones de copa de liga jugadas en muchos países, como la Copa de la Liga de Fútbol en Inglaterra. Antes de que la Copa J. League fuera creada, la antigua Japan Soccer League tenía su propia Copa Japan Soccer League desde la temporada 1976.
El formato del torneo varía casi cada año dependiendo en gran parte del calendario de partidos internacionales, como los Juegos Olímpicos y la Copa del Mundo (véase la sección “Formato” a continuación).
Entre 2008 y 2019, los campeones se clasificaban a la Copa J.League-Sudamericana, un torneo disputado contra los ganadores de la Copa Sudamericana de la misma temporada.

## Formato

### Primeros años (1992-1998)
1992
Los 10 clubes fundadores de la J. League participaron como un preludio de lo que sería la próxima temporada de la liga inaugural. En la fase de grupos, cada equipo jugó contra los otros clubes una vez. No hubo empates, y la prórroga, el gol de oro y la tanda de penales fueron utilizadas para desempatar en caso de ser necesario. La muerte súbita fue aplicada en los penales desde el primer intento. El ganador de un partido obtenía cuatro puntos, mientras que en caso de marcar dos goles o más en un mismo encuentro sumaría otro punto. Los cuatro mejores cuadros de la fase de grupos clasificaron a la fase de eliminación directa, en donde se enfrentaron a partido único. Véase Copa J. League 1992 para detalles.
1993
Trece equipos formaron parte del torneo, que fueron los diez de la J. League sumado a tres equipos de la JFL que J. League tenía como asociados. En la fase de grupos, los clubes fueron divididos en dos zonas -una de siete y otra de seis-. Cada equipo jugó contra los otros del mismo grupo una vez. Los dos mejores equipos de cada grupo clasificaron a la fase de eliminación directa, en donde se enfrentaron a partido único. Véase Copa J. League 1993 para detalles.
1994
Catorce equipos formaron parte del torneo, que fueron los doce de la J. League sumado a dos equipos de la JFL que J. League tenía como asociados. No hubo fase de grupos y se jugó por sistema de eliminación directa a partido único durante toda la competición. Véase Copa J. League 1994 para detalles.
1995
No hubo torneo.
1996
Participaron los dieciséis equipos de la J. League, y esta vez los asociados a la J. League no formaron parte del torneo. En la fase de grupos, los clubes fueron divididos en dos zonas. Cada equipo jugó contra los otros del mismo grupo dos veces -de local y de visitante-. Una llave se decidía por el resultado agregado de los dos partidos. El ganador de una llave obtenía tres puntos, mientras que en un empate solamente uno. Los dos mejores equipos de cada grupo clasificaron a la fase de eliminación directa, en donde se enfrentaron a partido único. Véase Copa J. League 1996 para detalles.
1997
Veinte equipos formaron parte del torneo, que fueron todos los de la J. League y los equipos de la JFL que J. League tenía como asociados. En la fase de grupos, los clubes fueron divididos en cinco zonas. Cada equipo jugó contra los otros del mismo grupo una vez. Una victoria otorgaba tres puntos, mientras que un empate solamente uno. No hubo prórroga en esta instancia. Los ganadores de cada grupo, como así también los tres mejores equipos ubicados en segundo lugar clasificaron a la fase de eliminación directa, en donde se enfrentaron en partidos de ida y vuelta. A pesar de que Sagan Tosu había perdido su asociación debido a la quiebra de su precursor Tosu Futures, se le permitió entrar en la competición excepcionalmente. Véase Copa J. League 1997 para detalles.
1998
Veinte equipos formaron parte del torneo, que fueron todos los de la J. League y los equipos de la JFL que J. League tenía como asociados. En la fase de grupos, los clubes fueron divididos en cuatro zonas. Cada equipo jugó contra los otros del mismo grupo una vez. Los ganadores de cada grupo clasificaron a la fase de eliminación directa, en donde se enfrentaron a partido único. Véase Copa J. League 1998 para detalles.

### Como torneo para J1 y J2 (1999-2001)
1999
Todos los veintiséis clubes de la J1 y de la J2 formaron parte del torneo. No hubo fase de grupos. Todas las llaves se disputaron a ida y vuelta a excepción de la final, en donde se decidió al campeón en un partido único. Véase Copa J. League 1999 para detalles.
2000
Todos los veintisiete clubes de la J1 y de la J2 formaron parte del torneo. No hubo fase de grupos. Todas las llaves se disputaron a ida y vuelta a excepción de la final, en donde se decidió al campeón en un partido único. Véase Copa J. League 2000 para detalles.
2001
Todos los veintiocho clubes de la J1 y de la J2 formaron parte del torneo. No hubo fase de grupos. Todas las llaves se disputaron a ida y vuelta a excepción de la final, en donde se decidió al campeón en un partido único. Véase Copa J. League 2001 para detalles.

### Como torneo únicamente para J1 (2002-2017)
2002
Todos los dieciséis equipos de la J1 formaron parte del torneo. En la fase de grupos, los clubes fueron divididos en cuatro zonas. Cada equipo jugó contra los otros del mismo grupo dos veces. Los dos mejores equipos de cada grupo clasificaron a la fase de eliminación directa, en donde se enfrentaron a partido único. Véase Copa J. League 2002 para detalles.
2003
Todos los dieciséis equipos de la J1 formaron parte del torneo. Kashima Antlers y Shimizu S-Pulse estuvieron exentos de participar en la fase de grupos porque se habían clasificado a la Liga de Campeones de la AFC. Los restante catorce clubes fueron divididos en cuatro zonas, de las que dos tenían cuatro equipos y las otras dos, tres cuadros. Los ganadores de cada grupo y los ubicados en segundo lugar en los grupos de cuatro equipos, como así también Kashima Antlers y Shimizu S-Pulse clasificaron a la fase de eliminación directa. Las llaves se disputaron a ida y vuelta a excepción de la final, en donde se decidió al campeón en un partido único. Véase Copa J. League 2003 para detalles.
2004
Todos los dieciséis equipos de la J1 formaron parte del torneo. En la fase de grupos, los clubes fueron divididos en cuatro zonas. Cada equipo jugó contra los otros del mismo grupo dos veces. Los dos mejores equipos de cada grupo clasificaron a la fase de eliminación directa, en donde se enfrentaron a partido único. Véase Copa J. League 2004 para detalles.
2005
Todos los dieciocho equipos de la J1 formaron parte del torneo. Yokohama F. Marinos y Júbilo Iwata estuvieron exentos de participar en la fase de grupos porque se habían clasificado a la Liga de Campeones de la AFC. Los restante dieciséis clubes fueron divididos en cuatro zonas. Cada equipo jugó contra los otros del mismo grupo dos veces. Los ganadores de cada grupo y los dos mejores equipos ubicados en segundo lugar, como así también Yokohama F. Marinos y Júbilo Iwata clasificaron a la fase de eliminación directa. Las llaves se disputaron a ida y vuelta a excepción de la final, en donde se decidió al campeón en un partido único. A partir de esta edición, la regla del gol de oro fue abolida y la prórroga siempre se disputó completa, es decir, en treinta minutos. Véase Copa J. League 2005 para detalles.
2006
Todos los dieciocho equipos de la J1 formaron parte del torneo. Gamba Osaka estuvo exento de participar en la fase de grupos porque se había clasificado a la Liga de Campeones de la AFC 2006. Los restantes diecisiete clubes fueron divididos en cuatro zonas, de las que tres tenían cuatro equipos y el otro, cinco cuadros. Cada equipo jugó contra los otros del mismo grupo dos veces, pero solo un partido se disputó entre algunos pares de equipos en el grupo de cinco clubes. Los ganadores de cada grupo y los tres mejores equipos ubicados en segundo lugar, como así también Gamba Osaka clasificaron a la fase de eliminación directa. Las llaves se disputaron a ida y vuelta a excepción de la final, en donde se decidió al campeón en un partido único. La regla del gol de visitante fue empleada para la competición de este año, pero no se aplicó para goles en la prórroga. Véase Copa J. League 2006 para detalles.
2007
El formato de competición de 2007 fue similar al de 2006, pero el número de clubes participantes desde la fase de grupos ha disminuido a dieciséis debido a que dos equipos, Kawasaki Frontale y Urawa Red Diamonds, participaron en la Liga de Campeones de la AFC 2007. Véase Copa J. League 2007 para detalles.
2008
El formato de competición de 2008 fue similar al de 2007. Véase Copa J. League 2008 para detalles.
2009
El formato de la fase de grupos de la edición 2009 fue modificado debido a que el número de clubes participantes de Liga de Campeones de la AFC 2009 aumentó de dos a cuatro. Los restantes catorce cuadros fueron divididos en dos zonas de siete equipos cada uno, de manera tal que los dos mejores equipos de cada grupo clasificaron a la fase de eliminación directa. Véase Copa J. League 2009 para detalles.
2010
El formato de competición de 2010 fue similar al de 2009. Véase Copa J. League 2010 para detalles.
2011
A pesar de que el formato de competición de 2011 es planeado para ser igual que el de 2009 y el de 2010, fue abandonado debido al Terremoto y tsunami de Tōhoku de 2011 y reemplazado por un formato sin fase de grupos -cinco fases de eliminación directa-. Véase Copa J. League 2011 para detalles.
2012
El formato de competición de 2012 fue similar al de 2010. Véase Copa J. League 2012 para detalles.
2013
El formato de competición de 2013 fue similar al de 2012. Véase Copa J. League 2013 para detalles.
2014
El formato de competición de 2014 fue similar al de 2013. Véase Copa J. League 2014 para detalles.
2015
El formato de competición de 2015 fue similar al de 2014. Véase Copa J. League 2015 para detalles.
2016
El formato de competición de 2016 fue similar al de 2015. Véase Copa J. League 2016 para detalles.
2017
El formato de competición de 2017 sufrió una leve modificación con respecto al de 2016. Solamente los ganadores de cada grupo avanzaron a cuartos de final, mientras que los segundos y terceros de cada zona fueron a una fase eliminatoria previa; quienes triunfaron en estos duelos pasaron a cuartos de final junto con los vencedores de zona previamente clasificados y los cuatro participantes de la Liga de Campeones de la AFC 2017. Véase Copa J. League 2017 para detalles.

### Retorno a torneo para J1 y J2 (2018-2023)
2018
Todos los dieciocho equipos de la J1 formaron parte del torneo, además de Ventforet Kofu y Albirex Niigata, que habían perdido la categoría el año anterior. Kawasaki Frontale, Cerezo Osaka, Kashima Antlers y Kashiwa Reysol estuvieron exentos de participar en la fase de grupos porque se habían clasificado a la Liga de Campeones de la AFC. Los restante dieciséis clubes fueron divididos en cuatro zonas. Cada equipo jugó contra los otros del mismo grupo dos veces. Los dos mejores de cada grupo clasificaron a una fase eliminatoria previa; quienes triunfaron en estos duelos pasaron a cuartos de final junto con los cuatro participantes de la Liga de Campeones de la AFC 2018. Véase Copa J. League 2018 para detalles.

### Torneo para J1, J2 y J3 (2024-presente)
2024
Los 60 equipos pertenecientes a las tres divisiones de la J. League participan en el torneo. Los 3 clubes que competían en la Liga de Campeones de la AFC 2023-24 ingresaron directamente a la fase final, mientras que los restantes 57 equipos se dividieron en 10 grupos de cinco o seis equipos en base a su rendimiento en la temporada 2023. Los ganadores de cada grupo clasificaron a la fase de play-off, enfrentándose entre sí en partidos de ida y vuelta. Los 5 equipos vencedores de los play-off más los 3 equipos clasificados directamente se enfrentaron a partido único desde los cuartos de final en la fase definitoria.

## Premios
- Campeón: Copa J. League, Copa YBC Levain, medallas de campeón y 150 millones de yenes.
- Subcampeón: Escudo de la J. League, medallas de subcampeón y 50 millones de yenes
- Semifinalistas (2 clubes): Escudo de la J. League y 20 millones de yenes para cada club

## Finales

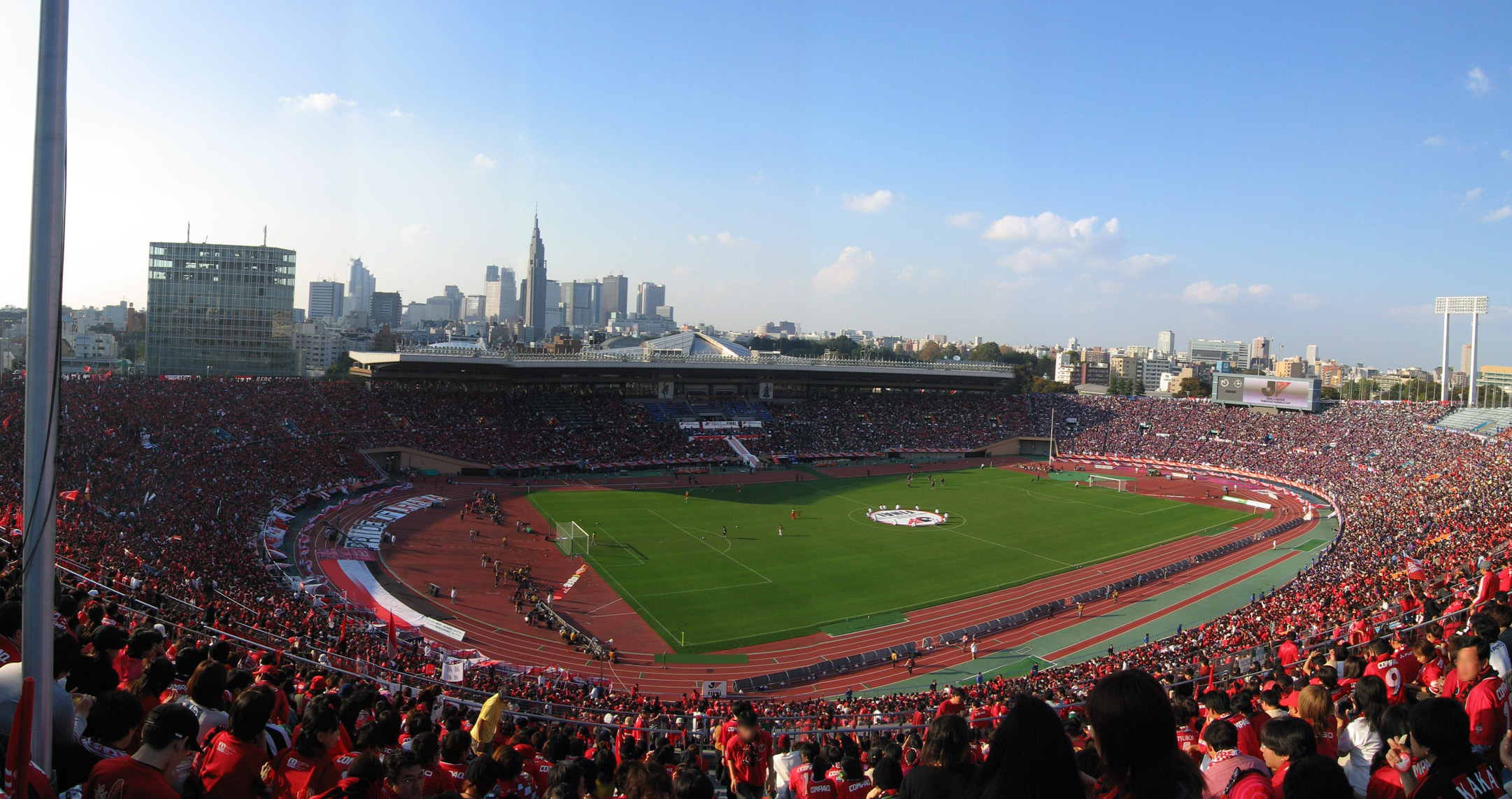
Estadio en la final de 2004.

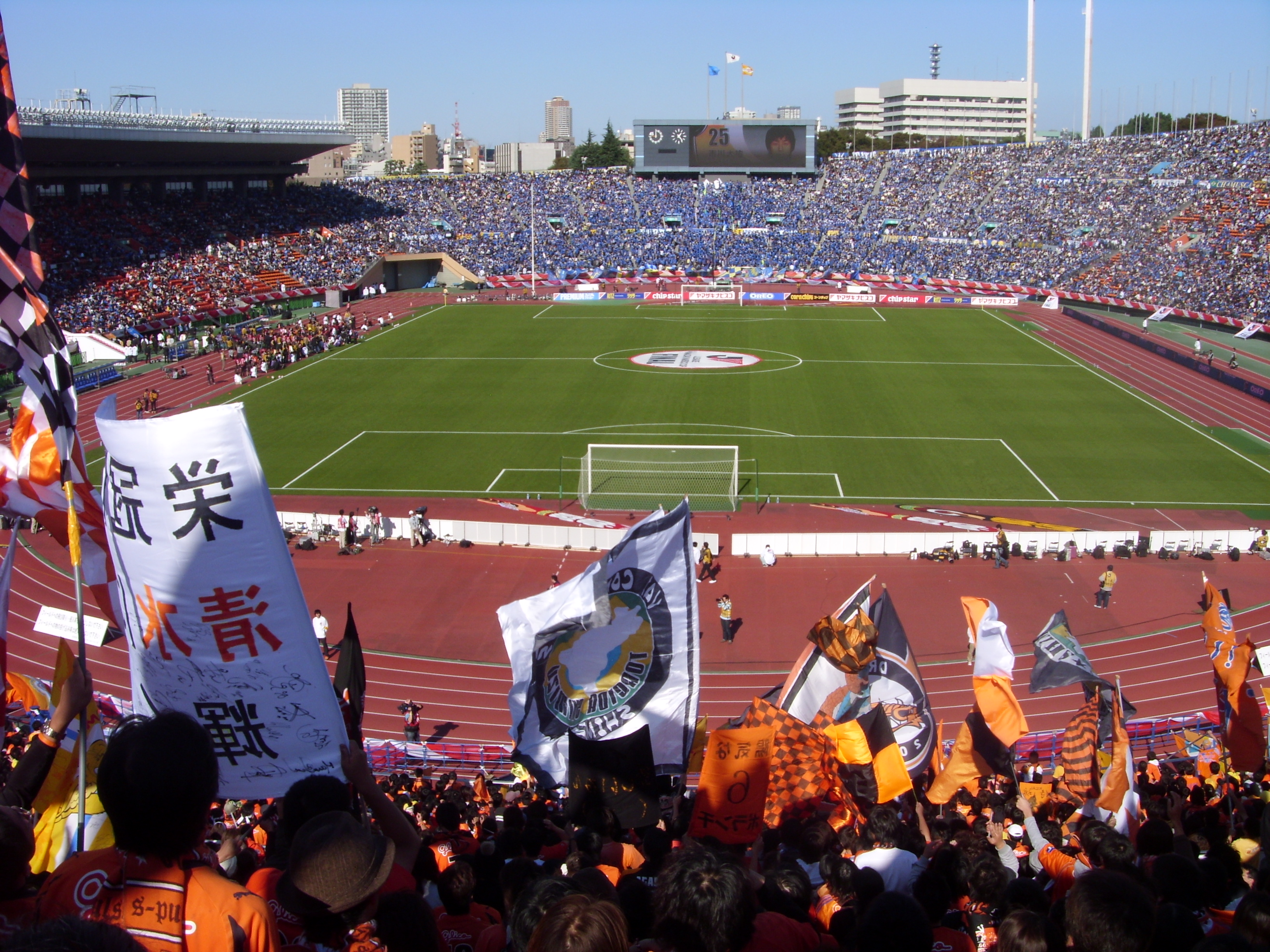
Estadio en la final de 2008.

| Año  | Campeón             | Resultado        | Subcampeón                 | Sede de la final                               |
| ---- | ------------------- | ---------------- | -------------------------- | ---------------------------------------------- |
| 1992 | Verdy Kawasaki      | 1 - 0            | Shimizu S-Pulse            | Estadio Olímpico, Tokio                        |
| 1993 | Verdy Kawasaki      | 2 - 1            | Shimizu S-Pulse            | Estadio Olímpico, Tokio                        |
| 1994 | Verdy Kawasaki      | 2 - 0            | Júbilo Iwata               | Estadio Conmemorativo de la Universiada, Kōbe  |
| 1995 | No se disputó       | No se disputó    | No se disputó              | No se disputó                                  |
| 1996 | Shimizu S-Pulse     | 3 - 3 (5-4 pen.) | Verdy Kawasaki             | Estadio Olímpico, Tokio                        |
| 1997 | Kashima Antlers     | 2 - 1 5 - 1      | Júbilo Iwata               | Estadio Yamaha, Iwata Estadio Kashima, Kashima |
| 1998 | Júbilo Iwata        | 4 - 0            | JEF United Ichihara        | Estadio Olímpico, Tokio                        |
| 1999 | Kashiwa Reysol      | 2 - 2 (5-4 pen.) | Kashima Antlers            | Estadio Olímpico, Tokio                        |
| 2000 | Kashima Antlers     | 2 - 0            | Kawasaki Frontale          | Estadio Olímpico, Tokio                        |
| 2001 | Yokohama F. Marinos | 0 - 0 (3-1 pen.) | Júbilo Iwata               | Estadio Olímpico, Tokio                        |
| 2002 | Kashima Antlers     | 1 - 0            | Urawa Red Diamonds         | Estadio Olímpico, Tokio                        |
| 2003 | Urawa Red Diamonds  | 4 - 0            | Kashima Antlers            | Estadio Olímpico, Tokio                        |
| 2004 | F.C. Tokyo          | 0 - 0 (4-2 pen.) | Urawa Red Diamonds         | Estadio Olímpico, Tokio                        |
| 2005 | JEF United Chiba    | 0 - 0 (5-4 pen.) | Gamba Osaka                | Estadio Olímpico, Tokio                        |
| 2006 | JEF United Chiba    | 2 - 0            | Kashima Antlers            | Estadio Olímpico, Tokio                        |
| 2007 | Gamba Osaka         | 1 - 0            | Kawasaki Frontale          | Estadio Olímpico, Tokio                        |
| 2008 | Oita Trinita        | 2 - 0            | Shimizu S-Pulse            | Estadio Olímpico, Tokio                        |
| 2009 | F.C. Tokyo          | 2 - 0            | Kawasaki Frontale          | Estadio Olímpico, Tokio                        |
| 2010 | Júbilo Iwata        | 5 - 3 (t.s.)     | Sanfrecce Hiroshima        | Estadio Olímpico, Tokio                        |
| 2011 | Kashima Antlers     | 1 - 0 (t.s.)     | Urawa Red Diamonds         | Estadio Olímpico, Tokio                        |
| 2012 | Kashima Antlers     | 2 - 1 (t.s.)     | Shimizu S-Pulse            | Estadio Olímpico, Tokio                        |
| 2013 | Kashiwa Reysol      | 1 - 0            | Urawa Red Diamonds         | Estadio Olímpico, Tokio                        |
| 2014 | Gamba Osaka         | 3 - 2            | Sanfrecce Hiroshima        | Estadio Saitama 2002, Saitama                  |
| 2015 | Kashima Antlers     | 3 - 0            | Gamba Osaka                | Estadio Saitama 2002, Saitama                  |
| 2016 | Urawa Red Diamonds  | 1 - 1 (5-4 pen.) | Gamba Osaka                | Estadio Saitama 2002, Saitama                  |
| 2017 | Cerezo Osaka        | 2 - 0            | Kawasaki Frontale          | Estadio Saitama 2002, Saitama                  |
| 2018 | Shonan Bellmare     | 1 - 0            | Yokohama F. Marinos        | Estadio Saitama 2002, Saitama                  |
| 2019 | Kawasaki Frontale   | 3 - 3 (5-4 pen.) | Hokkaido Consadole Sapporo | Estadio Saitama 2002, Saitama                  |
| 2020 | F.C. Tokyo          | 2 - 1            | Kashiwa Reysol             | Estadio Olímpico, Tokio                        |
| 2021 | Nagoya Grampus      | 2 - 0            | Cerezo Osaka               | Estadio Saitama 2002, Saitama                  |
| 2022 | Sanfrecce Hiroshima | 2 - 1            | Cerezo Osaka               | Estadio Nacional                               |
| 2023 | Avispa Fukuoka      | 2 - 1            | Urawa Red Diamonds         | Estadio Nacional                               |
| 2024 | Nagoya Grampus      | 3 - 3 (5-4 pen.) | Albirex Niigata            | Estadio Nacional                               |

Nota: (t.s.) = tiempo suplementario; (pen.) = tiros desde el punto penal;  = Campeón invicto 

## Títulos por club

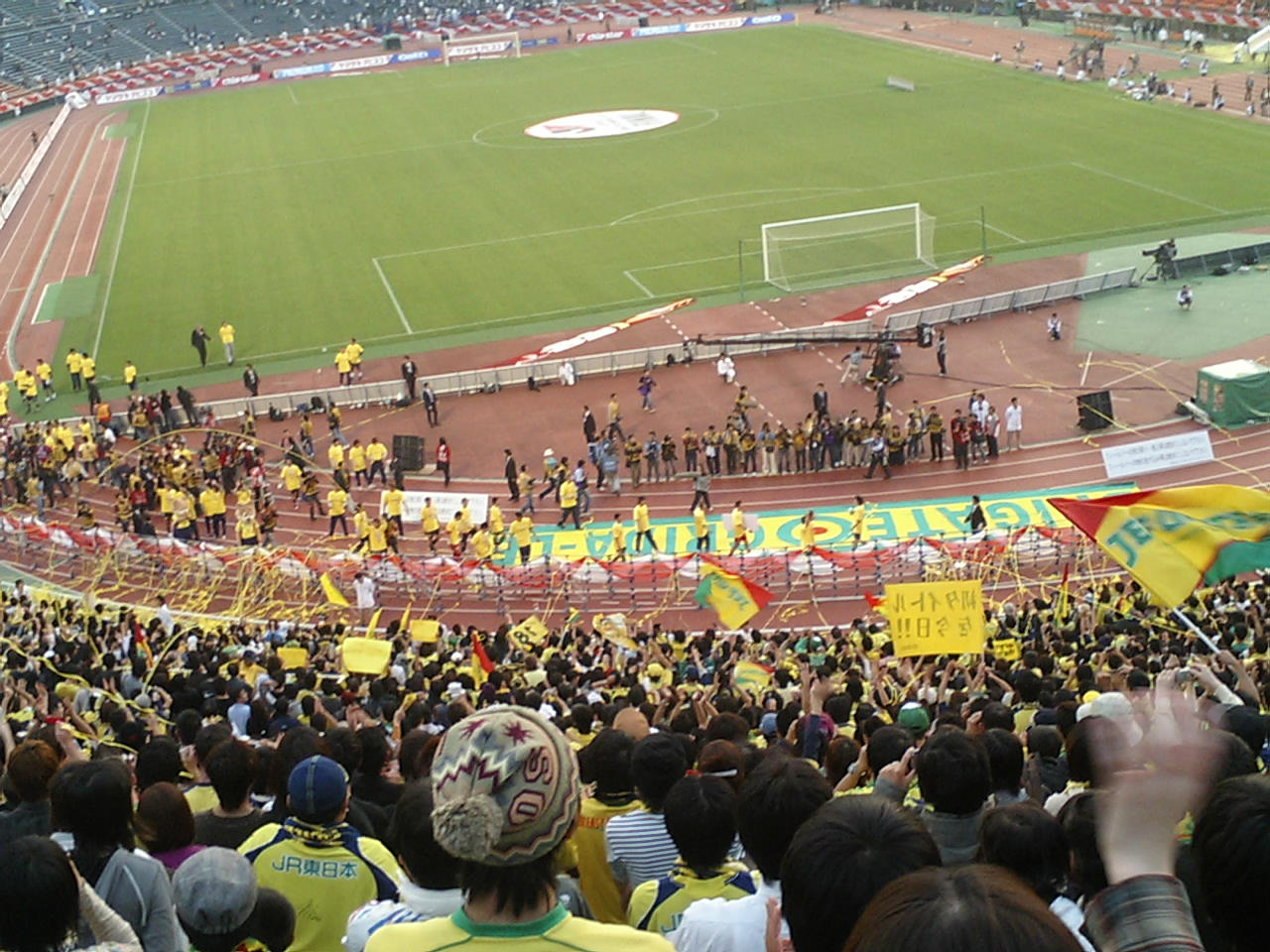
Final de la edición 2005 entre JEF United Ichihara Chiba y Gamba Osaka.

| Club                       | Campeón | Subcampeón | Años campeón                       | Años subcampeón              |
| -------------------------- | ------- | ---------- | ---------------------------------- | ---------------------------- |
| Kashima Antlers            | 6       | 3          | 1997, 2000, 2002, 2011, 2012, 2015 | 1999, 2003, 2006             |
| Tokyo Verdy                | 3       | 1          | 1992, 1993, 1994                   | 1996                         |
| F.C. Tokyo                 | 3       | 0          | 2004, 2009, 2020                   |                              |
| Urawa Red Diamonds         | 2       | 5          | 2003, 2016                         | 2002, 2004, 2011, 2013, 2023 |
| Júbilo Iwata               | 2       | 3          | 1998, 2010                         | 1994, 1997, 2001             |
| Gamba Osaka                | 2       | 3          | 2007, 2014                         | 2005, 2015, 2016             |
| JEF United Chiba           | 2       | 1          | 2005, 2006                         | 1998                         |
| Kashiwa Reysol             | 2       | 1          | 1999, 2013                         | 2020                         |
| Nagoya Grampus             | 2       | 0          | 2021, 2024                         |                              |
| Shimizu S-Pulse            | 1       | 4          | 1996                               | 1992, 1993, 2008, 2012       |
| Kawasaki Frontale          | 1       | 4          | 2019                               | 2000, 2007, 2009, 2017       |
| Yokohama F. Marinos        | 1       | 1          | 2001                               | 2018                         |
| Cerezo Osaka               | 1       | 2          | 2017                               | 2021, 2022                   |
| Oita Trinita               | 1       | 0          | 2008                               |                              |
| Shonan Bellmare            | 1       | 0          | 2018                               |                              |
| Sanfrecce Hiroshima        | 1       | 2          | 2022                               | 2010, 2014                   |
| Avispa Fukuoka             | 1       | 0          | 2023                               |                              |
| Hokkaido Consadole Sapporo | 0       | 1          |                                    | 2019                         |
| Albirex Niigata            | 0       | 1          |                                    | 2024                         |

## Mejor jugador del torneo
| Año  | Ganador           | Equipo              |
| ---- | ----------------- | ------------------- |
| 1992 | Kazuyoshi Miura   | Verdy Kawasaki      |
| 1993 | Bismarck          | Verdy Kawasaki      |
| 1994 | Bismarck          | Verdy Kawasaki      |
| 1996 | Santos            | Shimizu S-Pulse     |
| 1997 | Jorginho          | Kashima Antlers     |
| 1998 | Nobuo Kawaguchi   | Júbilo Iwata        |
| 1999 | Takeshi Watanabe  | Kashiwa Reysol      |
| 2000 | Kōji Nakata       | Kashima Antlers     |
| 2001 | Tatsuya Enomoto   | Yokohama F. Marinos |
| 2002 | Mitsuo Ogasawara  | Kashima Antlers     |
| 2003 | Tatsuya Tanaka    | Urawa Red Diamonds  |
| 2004 | Yōichi Doi        | F.C. Tokyo          |
| 2005 | Tomonori Tateishi | JEF United Chiba    |
| 2006 | Kōki Mizuno       | JEF United Chiba    |
| 2007 | Michihiro Yasuda  | Gamba Osaka         |
| 2008 | Daiki Takamatsu   | Oita Trinita        |
| 2009 | Takuji Yonemoto   | F.C. Tokyo          |
| 2010 | Ryōichi Maeda     | Júbilo Iwata        |
| 2011 | Yūya Ōsako        | Kashima Antlers     |
| 2012 | Gaku Shibasaki    | Kashima Antlers     |
| 2013 | Masato Kudō       | Kashiwa Reysol      |
| 2014 | Patric            | Gamba Osaka         |
| 2015 | Mitsuo Ogasawara  | Kashima Antlers     |
| 2016 | Tadanari Lee      | Urawa Red Diamonds  |
| 2017 | Ken'yū Sugimoto   | Cerezo Osaka        |
| 2018 | Daiki Sugioka     | Shonan Bellmare     |
| 2019 | Shōta Arai        | Kawasaki Frontale   |
| 2020 | Leandro           | F.C. Tokyo          |
| 2021 | Shō Inagaki       | Nagoya Grampus      |
| 2022 | Pieros Sotiriou   | Sanfrecce Hiroshima |
| 2023 | Hiroyuki Mae      | Avispa Fukuoka      |
| 2024 | Mitchell Langerak | Nagoya Grampus      |

## Premio Nuevo Héroe
Premio otorgado a los jugadores sub-23 que mejor contribuyeron a su equipo en la competición. El ganador se decide sobre la base de votos de periodistas deportivos.

| Año  | Ganador            | Equipo              |
| ---- | ------------------ | ------------------- |
| 1996 | Hiroshi Nanami     | Júbilo Iwata        |
| 1996 | Toshihide Saito    | Shimizu S-Pulse     |
| 1997 | Atsuhiro Miura     | Yokohama Flügels    |
| 1998 | Naohiro Takahara   | Júbilo Iwata        |
| 1999 | Yukihiko Sato      | F.C. Tokyo          |
| 2000 | Takayuki Suzuki    | Kashima Antlers     |
| 2001 | Hitoshi Sogahata   | Kashima Antlers     |
| 2002 | Keisuke Tsuboi     | Urawa Red Diamonds  |
| 2003 | Tatsuya Tanaka     | Urawa Red Diamonds  |
| 2004 | Makoto Hasebe      | Urawa Red Diamonds  |
| 2005 | Yūki Abe           | JEF United Chiba    |
| 2006 | Hiroyuki Taniguchi | Kawasaki Frontale   |
| 2007 | Michihiro Yasuda   | Gamba Osaka         |
| 2008 | Mū Kanazaki        | Oita Trinita        |
| 2009 | Takuji Yonemoto    | F.C. Tokyo          |
| 2010 | Yōjirō Takahagi    | Sanfrecce Hiroshima |
| 2011 | Genki Haraguchi    | Urawa Red Diamonds  |
| 2012 | Hideki Ishige      | Shimizu S-Pulse     |
| 2013 | Manabu Saitō       | Yokohama F. Marinos |
| 2014 | Takashi Usami      | Gamba Osaka         |
| 2015 | Shūhei Akasaki     | Kashima Antlers     |
| 2016 | Yōsuke Ideguchi    | Gamba Osaka         |
| 2017 | Takuma Nishimura   | Vegalta Sendai      |
| 2018 | Keita Endō         | Yokohama F. Marinos |
| 2019 | Keito Nakamura     | Gamba Osaka         |
| 2020 | Ayumu Seko         | Cerezo Osaka        |
| 2021 | Zion Suzuki        | Urawa Red Diamonds  |
| 2022 | Sota Kitano        | Cerezo Osaka        |
| 2023 | Jumpei Hayakawa    | Urawa Red Diamonds  |
| 2024 | Riku Yamane        | Yokohama F. Marinos |